# Cordilheira Alta
Cordilheira Alta är en kommun i Brasilien.   Den ligger i delstaten Santa Catarina, i den södra delen av landet, 1 300 km söder om huvudstaden Brasília. Antalet invånare är 3 787.
Omgivningarna runt Cordilheira Alta är en mosaik av jordbruksmark och naturlig växtlighet. Runt Cordilheira Alta är det tätbefolkat, med 356 invånare per kvadratkilometer.